# Lucky Peterson
Judge Kenneth Peterson (Búfalo, 13 de diciembre de 1964 - Dallas, 17 de mayo de 2020), más conocido como Lucky Peterson, fue un músico estadounidense de blues que fusionó géneros como el soul, el R&B, el gospel y el rock and roll. El periodista musical Tony Russell, en su libro The Blues - From Robert Johnson to Robert Cray se refirió de la siguiente manera a Peterson: "puede que sea el único músico de blues que ha tenido exposición en la televisión nacional usando pantalones cortos".

## Biografía
El padre de Peterson, el músico James Peterson, era dueño de un club nocturno en Búfalo llamado The Governor's Inn. El club era una parada regular para músicos de blues como Willie Dixon, quien descubrió a Lucky Peterson actuando en el club cuando era apenas un niño. En propias palabras de Peterson: "Dixon me tomó bajo su ala". Meses después, Peterson actuó en programas como The Tonight Show, The Ed Sullivan Show y What's My Line?, apareciendo ante millones de espectadores. Grabó su primer álbum a finales de la década de 1960, titulado Our Future: 5 Years Lucky Peterson, para la discográfica Perception Records y apareció en el programa de televisión pública Soul!.
De adolescente, Peterson estudió en la Academia de Búfalo de Artes Visuales e Interpretativas, donde tocó la trompeta con la sinfónica de la escuela. Pronto empezó a ejecutar la guitarra y los teclados para reconocidos intérpretes como Etta James, Bobby "Blue" Bland y Little Milton.
La década de 1990 fue un período prolífico para Peterson. Dos álbumes en solitario producidos por Bob Greenlee para la discográfica Alligator, con sede en Chicago (Lucky Strikes! de 1989 y Triple Play de 1990) se convirtieron en su mejor oferta discográfica. Luego lanzó cuatro discos más para el sello Verve, (I'm Ready, Beyond Cool, Lifetime y Move). Mientras estaba con la disquera Verve, Peterson colaboró con Mavis Staples en un homenaje a la cantante de gospel Mahalia Jackson, llamado Spirituals & Gospel, en el que tocó el órgano electrónico acompañando la voz de Staples.
Más álbumes de Peterson llegaron después del nuevo milenio. Grabó dos para Blue Thumb (Lucky Peterson y Double Dealin') y uno para Disques Dreyfus titulado Black Midnight Sun. En 2007 publicó Tête à Tête con JSP Records. En una de sus últimas apariciones en vivo, Lucky se presentó en el Cartagena Jazz Festival, celebrado en la ciudad de Cartagena, España, en noviembre de 2019.
Peterson vivió en Dallas, Texas y mantuvo un riguroso programa de giras actuando por todo el mundo. Tenía cuatro hijos. Murió el 17 de mayo de 2020, en Dallas, a la edad de 55 años. Hasta el momento no se ha especificado la causa.

## Discografía

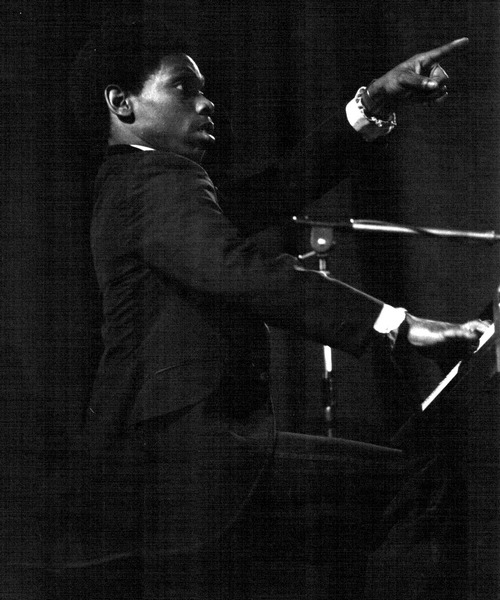
Lucky Peterson en 1984.

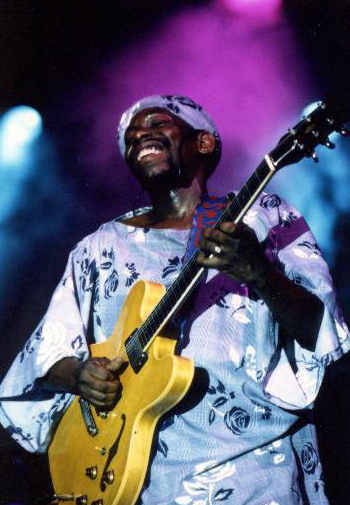
Lucky Peterson en 1994.

- 1969: Our Future: 5 Year Old Lucky Peterson
- 1972: The Father, The Son, The Blues
- 1984: Ridin'
- 1989: Lucky Strikes!
- 1991: Triple Play
- 1993: I'm Ready
- 1994: Beyond Cool
- 1996: Lifetime
- 1996: Spirituals & Gospel: Dedicated to Mahalia Jackson
- 1998: Move
- 1999: Lucky Peterson
- 2001: Double Dealin'
- 2003: Black Midnight Sun
- 2004: If You Can't Fix It
- 2006: Lay My Demons Down
- 2007: Tête à Tête
- 2009: Organ Soul Sessions
- 2009: Darling Forever
- 2010: Heart of Pain
- 2010: You Can Always Turn Around
- 2011: Every Second a Fool is Born
- 2012: Live at the 55 Arts Club Berlin
- 2013: Whatever You Say
- 2014: I'm Back Again
- 2014: The Son of a Bluesman
- 2014: Travelin' Man
- 2015: July 28, 2014: Live in Marciac
- 2016: Long Nights
- 2017: What Have I Done Wrong: The Best of the JSP Studio Sessions
- 2017: Tribute to Jimmy Smith
- 2019: 50 - Just Warming Up!